# ایستگاردن، نیو ساوت ولز
ایستگاردن (به انگلیسی: Eastgardens) یک حومه شهر در استرالیا است که در نیو ساوت ولز واقع شده‌است.